# Doganović
Doganaj en albanais et Doganović en serbe latin (en serbe cyrillique : Догановић) est une localité du Kosovo située dans la commune/municipalité de Kaçanik/Kačanik, district de Ferizaj/Uroševac (Kosovo) ou district de Kosovo (Serbie). Selon le recensement kosovar de 2011, elle compte 957 habitants, dont une majorité d'Albanais.

## Histoire
La mosquée du village, construite au XIXe siècle, est proposée pour une inscription sur la liste des monuments culturels du Kosovo.

## Démographie

### Évolution historique de la population dans la localité
| 1948 | 1953 | 1961 | 1971 | 1981  | 1991  | 2011 |
| ---- | ---- | ---- | ---- | ----- | ----- | ---- |
| 333  | 362  | 632  | 825  | 1 082 | 1 231 | 957  |

|  |